# یونی گونزالس
یونی گونزالس (اسپانیایی: Jhonny González‎؛ زادهٔ ۱۵ سپتامبر ۱۹۸۱) بوکسور اهل مکزیک است.